# Lehnwort
Ein Lehnwort ist ein Wort, das aus einer Sprache (der Geber- oder Quellsprache) in eine andere, die Nehmersprache (Zielsprache) übernommen (entlehnt) wurde. Die Gebersprache muss dabei nicht unbedingt auch die Ursprungssprache sein, sondern kann auch eine vermittelnde Sprache (Vermittlersprache) sein (beispielsweise bei Cache, das aus dem Französischen über das Englische in die deutsche Sprache kam).
Ein Wort kann mehrmals, zu verschiedenen Zeiten und auch aus verschiedenen vermittelnden Gebersprachen in die Nehmersprache übernommen werden sowie in dieser dann auch in verschiedenen Bedeutungen, Lautungen oder Schreibungen auftreten. Der übergeordnete Vorgang, der zur Bildung von Lehnwörtern führt, wird Entlehnung genannt. Die Entlehnung stellt einen wichtigen Faktor im Sprachwandel dar und ist Gegenstand der Bezeichnungslehre (Onomasiologie).
Die Bestimmung der Herkunft von Wörtern ist Sache der Etymologie; mit den Motiven, Gründen und Auslösern von Entlehnungen – sowie ganz allgemein mit Bezeichnungswandel – beschäftigen sich die Onomasiologie und die Sprachwandelforschung.

## Abgrenzung und Lehnwörter im weiteren Sinn

### Lehnwort und Erbwort
Der Gegenbegriff zu Lehnwort ist Erbwort. Von einem Erbwort spricht man dann, wenn das Wort aus einer älteren oder der ältesten rekonstruierbaren Entwicklungsstufe der untersuchten Sprache stammt. Die Anwendung des Begriffs hängt allerdings vom Untersuchungszeitraum ab und setzt eine zureichende Kenntnis der Wortgeschichte voraus. So kann z. B. ein Wort wie Pfalz (Wohngebäude eines mittelalterlichen Fürsten), das sich aus dem Neuhochdeutschen über das Mittelhochdeutsche bis ins Althochdeutsche (phalanza, phalinza) zurückverfolgen lässt, gegenüber mittelhochdeutschen und neuhochdeutschen Entlehnungen aus anderen Sprachen als Erbwort erscheinen, obwohl es in voralthochdeutscher Zeit aus mittellateinisch palantia (wohl 7. Jahrhundert, aus vulgärlateinisch palātia, dem als Singular aufgefassten Plural von palātium) übernommen wurde und insofern im Deutschen nicht weniger ein Lehnwort ist als die vom gleichen lateinischen Wortstamm abstammenden, jüngeren Gallizismen Palast (12. Jh.; aus mhd. pallas, entlehnt aus altfranzösisch paleis) oder Palais (17. Jh.; entlehnt aus neufranzösisch palais).

### Lehnwort und Fremdwort

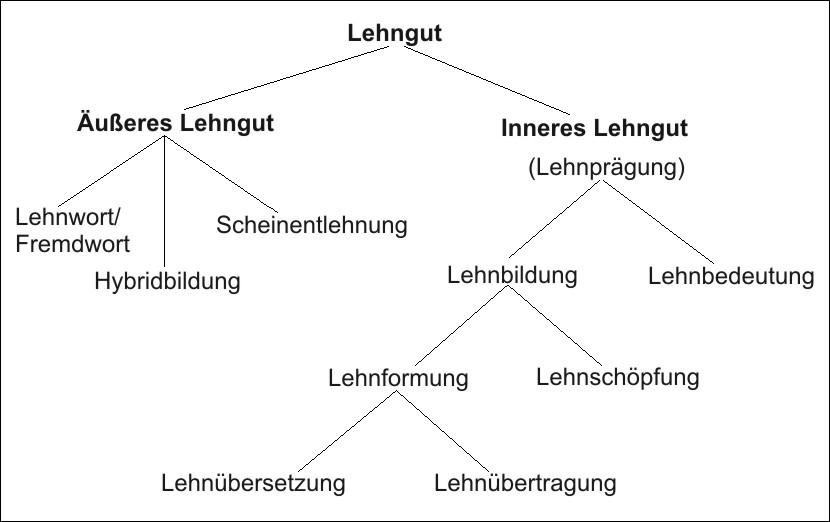
Formen der Entlehnung nach Werner Betz (1959)

Von einem Lehnwort im engeren Sinn spricht man dann, wenn das übernommene Wort in seiner Flexion, Lautung und Schreibung an den Sprachgebrauch der Nehmersprache angepasst ist. Zu den Lehnwörtern im weiteren Sinn zählen auch die Fremdwörter, bei denen eine solche Anpassung nicht oder in geringerem Maße erfolgt und die fremde Herkunft des Wortes vergleichsweise deutlicher kenntlich bleibt. Der Übergang zwischen Lehnwörtern im engeren Sinn und Fremdwörtern ist fließend, eine eindeutige Abgrenzung oft nicht möglich. Ein klares Beispiel, das Dublettenpaar Moneten und Münze, wäre jeweils als Fremdwort bzw. Lehnwort im engeren Sinn zu charakterisieren, da sie beide auf das gleiche lateinische Wort (Lexem), genauer gesagt den Plural monētae und Singular monēta, zurückgehen.

### Lehnprägung
Bei einem Lehnwort im engeren Sinn und einem Fremdwort wird der fremde Wortkörper mit seiner Bedeutung oder einem Teil dieser Bedeutung übernommen. Man spricht hierbei von lexikalischer Entlehnung. Hiervon abzugrenzen, wenn auch den Lehnwörtern in einem weiteren Sinn oft zugerechnet, ist die nur semantische Entlehnung oder Lehnprägung (französisch und englisch calque), bei der mit den sprachlichen Mitteln der Nehmersprache, aber ohne Übernahme des Lautkörpers, eine Bedeutung aus der Gebersprache übernommen wird, und zwar in Form einer Lehnbedeutung oder Lehnbildung.

#### Lehnbedeutung
Bei einer Lehnbedeutung wird die Bedeutung eines fremden Wortes übernommen und auf ein einheimisches Wort übertragen. Das gotische daupjan mit der Grundbedeutung ‚ein-, untertauchen‘ bekam unter dem Einfluss des kirchensprachlich griechischen baptízein die Bedeutung ‚jemanden durch Untertauchen zum Christen machen‘ (d. h. ‚taufen‘), und das deutsche Wort „schneiden“ erhielt von der englischen Redewendung cut a person die Zusatzbedeutung ‚jemanden absichtlich nicht kennen‘; siehe Begriffsübernahme.

#### Lehnbildung
Als Lehnbildung bezeichnet man die Bildung eines neuen Wortes im Rückgriff auf vorhandene Wörter oder Wortstämme der Nehmersprache. Der Unterschied zur Lehnbedeutung besteht darin, dass bei der Lehnbildung ein neues Wort oder eine neue Wortzusammensetzung entsteht. Man unterscheidet folgende Arten der Lehnbildung:
- die Lehnübersetzung, bei der ein meist zusammengesetztes fremdes Wort Glied für Glied übersetzt wird: Beispiele sind Großvater (statt süddeutsch Ahn) nach französisch grand-père, oder Flutlicht nach englisch flood light.
- die Lehnübertragung, bei der die fremden Bestandteile nur teilweise oder mit einer Bedeutungsveränderung übersetzt werden, z. B. Wolkenkratzer als im Vorderglied Wolken- metonymisch verschobene Übertragung von englisch skyscraper (wörtlich ‚Himmelskratzer‘), oder Fernsprecher für Telephon (wörtlich ‚Fern-Klang‘).
- die Lehnschöpfung, bei der ein Wort ohne Rücksicht auf besondere Bedeutungsnuancen des fremden Wortes relativ frei neu gebildet wird, in der Regel zur Ersetzung eines bereits existierenden Fremdwortes, z. B. Hochschule für Universität, Kraftwagen für Automobil, Umwelt für Milieu.

### Scheinentlehnung (Pseudoentlehnung)
Einen Sonderfall bildet die Scheinentlehnung, bei der ein Wort oder Fremdwort aus Bestandteilen der Gebersprache neu gebildet wird, das in dieser Gebersprache selbst so nicht existiert oder eine andere Bedeutung hat, z. B. „Friseur“ (französisch coiffeur), „Handy“ (britisch mobile phone, amerikanisch cell phone) und „Smoking“ (britisch dinner jacket, amerikanisch tuxedo). Sofern dabei auf in der Nehmersprache bereits vorhandene Fremdwörter zurückgegriffen wird, kann man Scheinentlehnungen auch als Lehnprägungen (Lehnschöpfungen) einstufen.

## Entlehnungen aus dem Deutschen
Deutsche Wörter, die in einer anderen Sprache als Lehnwort oder Fremdwort integriert wurden, nennt man Germanismen. Eine umfangreiche Liste von Germanismen findet sich in der Liste deutscher Wörter in anderen Sprachen. Viele Germanismen sind dargestellt in
- Andrea Stiberc: Sauerkraut, Weltschmerz, Kindergarten und Co. Deutsche Wörter in der Welt. Herder, Freiburg / Basel / Wien 1999, ISBN 3-451-04701-2.

Der Deutsche Sprachrat sammelte 2006 in Zusammenarbeit mit der Gesellschaft für deutsche Sprache und dem Goethe-Institut in einer internationalen Ausschreibung „Ausgewanderte Wörter“ die interessantesten Beiträge weltweit. Eine Auswahl ist veröffentlicht in:
- Jutta Limbach: Ausgewanderte Wörter. Hueber, München, ISBN 978-3-19-107891-1.

2007 / 2008 sammelte der Sprachrat in Zusammenarbeit mit dem Goethe-Institut vier Monate lang „Wörter mit Migrationshintergrund“, um das schönste „eingewanderte Wort“ im Deutschen zu finden. Eine Auswahl der Einsendungen ist veröffentlicht worden in:
- Eingewanderte Wörter. Hueber, München 2008, ISBN 978-3-19-207891-0.

## Entlehnungen im Deutschen
Viele Wörter sind über den Umweg mehrerer anderer Sprachen in die deutsche Sprache gelangt. Ein Beispiel ist die „Pistazie“, ursprünglich aus dem Mittelpersischen (vgl. mpers. pstk, ausgesprochen als pistag), die durch Vermittlung des Griechischen, des Lateinischen und schließlich des Italienischen ins Deutsche gelangt ist.
- Romanische Sprachen – Romanismus:
  - Französische Sprache – Gallizismus: siehe Liste von Gallizismen
  - Italienische Sprache – Italianismus: Alarm – Antenne – Bank – Bankrott – Bilanz – Fango – Fumarole – Ghetto – Graffiti – Kanone – Kapital – Kartoffel – Kasse – Korridor – Kredit – Konto – Lava – Makkaroni – Marzipan – Melanzane (Austriazismus) – Melone – Mole – Mortadella – Mozzarella – Muskat – Netto – Peperoni – Pizza – Porto – Porzellan – Prokura – Rest – Ribisel (Austriazismus) – Risiko – Salami – Salto – Solfatare – Spagat – Spaghetti – Zitrone – Zucchini sowie eine Vielzahl von Wörtern aus der Musik: Alt – Bass – Dur – Forte – Intermezzo – Mezzosopran – Moll – Piano – Sopran – Tenor
  - Lateinische Sprache – Latinismus: siehe Liste lateinischer Lehn- und Fremdwörter im Deutschen. Anmerkung: Es gelten sinngemäß dieselben Einschränkungen wie bei den Gräzismen.
  - Portugiesische Sprache – Lusitanismus: Kannibale – Bacalhau – Chourico – veraltet: Unze (‚Jaguar‘, von onça)
  - Rätoromanische Sprache – Rätoromanismus: Gletscher (von glatsch ‚Eis‘, vergleiche lateinisch glacies)
  - Spanische Sprache – Hispanismus
- Slawische Sprachen – Slawismus: Agrasel (Austriazismus) – Blinse (sächsisch) – Karst – Kolatsche – Kren (Austriazismus) – Kukuruz (Austriazismus) – Murke (Austriazismus) – Petschaft – Platzke (Austriazismus) – Powidl – Quark – Ranzen – Vampir – Schmetterling – Wodka
  - Kroatische Sprache – Kroatismus:  Petschaft – Kukuruz – Ponor – Doline
  - Polnische Sprache – Polonismus: Dalli! (Aussage für schnell, vom polnischen Wort „dalej“) – Grenze – Gurke – Jauche – Kalesche – Konik – Matka (im Ruhrdeutschen) – Mottek (im Ruhrdeutschen) – Ogonek – Peitsche – Penunze – Pintsch (in Ostösterreich) – Rendzina – Rittmeister – Rzeczpospolita – Säbel – Schmackofatz – Sejm – Solidarność – Stieglitz, Zeisig und andere Vogelarten – Szlachta – Woiwodschaft – Złoty
  - Russische Sprache – Russizismus
  - Slowakische Sprache – Slowakismus: Brimsen (österreichischer Sprachgebrauch)
  - Slowenische Sprache – Slowenismus: Jause
  - Tschechische Sprache – Bohemismus: Pistole – Trabant – Buchteln (Austriazismus) – Kolatsche (Austriazismus) – Powidl (Austriazismus) – Roboter – Polka – Strizzi – Tuchent (Austriazismus)

Sonstige:
- Arabische Sprache: siehe Liste deutscher Wörter aus dem Arabischen
- Australische Sprachen (arealer Sprachbund): Hier sind Wörter aufgelistet, die aus der englischen Sprache in die deutsche gelangt sind, jedoch ihren Ursprung in den Sprachen der australischen Ureinwohner (Aborigines) haben: Bumerang – Känguru – Koala
- Chinesische Sprachen – Sinismus: siehe Liste deutscher Wörter aus dem Chinesischen
- Englische Sprache – Anglizismus: Bob – lynchen ursprünglich aus dem Irischen, ebenso wie Boykott – Quiz – Tanker
- Ewenkische Sprache: Schamane
- Finnische Sprache – Fennizismus: Sauna
- Griechische Sprache – Gräzismus: siehe Liste von Gräzismen und Liste griechischer Wortstämme in deutschen Fremdwörtern

Anmerkungen: Viele der Ausdrücke in dieser Liste sind nur indirekte Lehnwörter aus dem Griechischen, denn
- es handelt sich um Wörter, die zwar ursprünglich aus dem Griechischen stammen, dann aber in eine andere Sprache übergingen und nachgewiesenermaßen erst von dort aus ins Deutsche entlehnt wurden;
- es handelt sich um in der Neuzeit in modernen Sprachen aus griechischem Wortmaterial zusammengesetzte Bildungen, die im Griechischen in dieser Form nie existiert haben – auch wenn sie teilweise heute in die neugriechische Sprache zurückübernommen worden sind.

- Hebräische Sprache – Hebraismus: siehe Liste deutscher Wörter aus dem Hebräischen
- Indische Sprachen (arealer Sprachbund): siehe Liste deutscher Wörter aus indischen Sprachen
- Inuktitut, Grönländische Sprache: Iglu – Kajak – Anorak
- Iranische Sprachen – Iranismus: Babuschen – Baldachin – Basar – Karawane – Kaviar – Khaki – Kiosk – Magie – Magier – Orange – Paradies – Pascha – Pfirsich – Pistazie – Pyjama – Rochade – Schach – Schal – Scheck – Tambour – Tasse – Tulpe – Jasmin
- Japanische Sprache – Japanismus: siehe Liste deutscher Wörter aus dem Japanischen
- Jiddische Sprache – Jiddismus: Mauschelei, Schlemihl, Schtetl, Tacheles, siehe Liste deutscher Wörter aus dem Hebräischen
- Nahuatl (aztekische Sprache) – Aztekismus: Chili – Kojote – Ozelot – Kakao – Schokolade – Tomate – Avocado
- Niederländische Sprache – Niederlandismus:  Abstecher – Auster – Boss – bugsieren – Korfball – Matrose – Matjes – Rabauke – Stillleben
- Polynesische Sprachen: Aloha – Tattoo – Tabu
- Quechua (Ketschua) – Quechuismus: Puma – Kondor – Koka – Chinarinde – Lama – Quinoa
- Skandinavische Sprachen (arealer Sprachbund) – Skandinavismus: Fjord – Folkeboot – Geysir – Hummer – Krill – Knäckebrot – Kökkenmödding – Loipe – Ombudsmann – Rentier – Ski – Slalom – Troll – Vielfraß
- Swahili: Jenga – Safari
- Türkische Sprache – Turzismus: Aga – Dolmetscher – Döner – Heckmeck – Janitschar – Joghurt – Jurte – Kaviar – Kebab – Kefir – Kelim – Kiosk – Pascha – Raki – Schabracke
- Ungarische Sprache – Hungarismus: Dolmetscher – Gulasch – Husar – Kutsche – Letscho – Palatschinken – Pallasch – Paprika – Tokajer – Tollpatsch – Schor (von sor)

## Bedeutung von Lehnwörtern für die historische Linguistik
Frühe Entlehnungen sind für die historische Linguistik von sehr großer Bedeutung. Beispielsweise sind zahlreiche indigene Sprachen Nordamerikas im Zuge der europäischen Kolonisierung untergegangen, ohne dokumentiert worden zu sein. Die Kenntnis dieser Sprachen beschränkt sich heute oft ganz auf die im Englischen erhaltenen Orts- und Gewässernamen und eventuell weitere Entlehnungen. Ähnliches gilt für viele andere undokumentiert untergegangene Sprachen; beispielsweise basiert die Kenntnis der in Mitteleuropa einst gesprochenen keltischen Sprachen wesentlich auf den aus dem Keltischen von den romanischen und germanischen Sprachen übernommenen Lehnwörtern (wie z. B. im Deutschen die Worte Reich, Amt, Geisel und Eisen) sowie Orts- und Flussnamen (z. B. Mainz, Brengenz, Remagen bzw. Main, Neckar).
Auch bei der Erforschung der Frühgeschichte noch lebender Sprachen spielen Lehnwörter eine große Rolle. Beispielsweise beginnt die Überlieferung des Albanischen in nennenswertem Umfang erst im 15./16. Jahrhundert. Dennoch war es möglich, anhand lateinischer Lehnworte, die etwa ab dem 2. Jahrhundert ins Albanische entlehnt worden sind, die phonologische Entwicklung des Albanischen viel weiter zurückzuverfolgen. Dies wiederum hat viele Rückschlüsse auf die Entwicklung insbesondere des Formensystems (Morphologie) des Proto-Albanischen ermöglicht.
Bei der Erforschung der Vorgeschichte der germanischen Sprachen spielen die frühen Entlehnungen aus dem Germanischen ins Lateinische (z. B. saipo „Seife“ und glesum „Bernstein“, vgl. nhd. Glas) und ins Finnische (z. B. kunningas „König“ aus germ. *kunningaz und rengas „Ring“ aus germ. *hrengaz) eine große Rolle. Frühe Lautveränderungen des Germanischen lassen sich anhand solcher Entlehnungen feststellen und zumindest näherungsweise datieren.